# Vážany nad Litavou
Vážany nad Litavou, bis 1945 Linhartské Vážany (deutsch Linhart Waschan, früher Wazan), ist eine Gemeinde in Tschechien. Sie liegt drei Kilometer südwestlich von Slavkov u Brna und gehört zum Okres Vyškov.

## Geographie

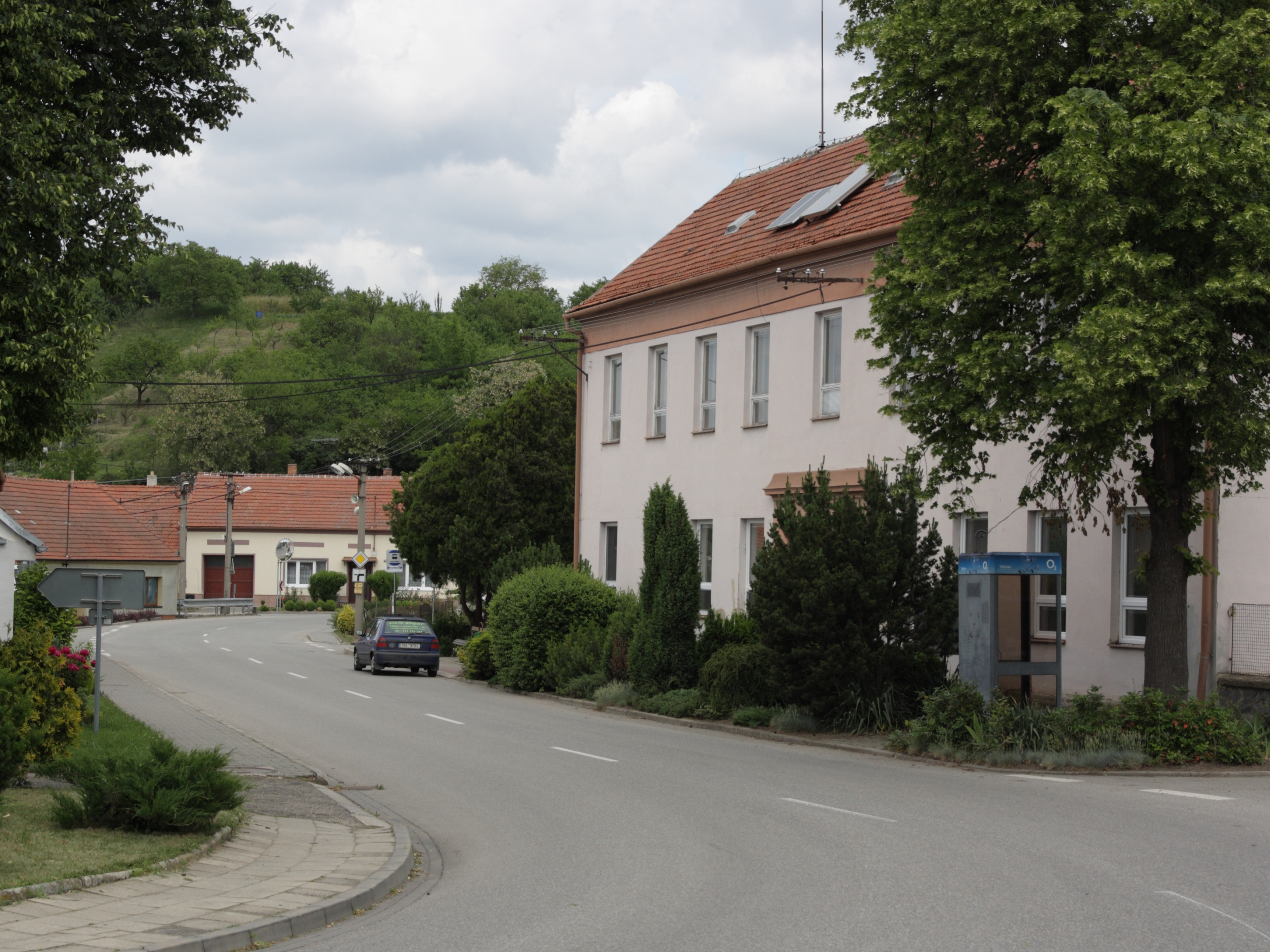
Hauptstraße von Vážany nad Litavou

Vážany nad Litavou befindet sich in den nordwestlichen Ausläufern des Steinitzer Waldes am Übergang zum Wischauer Tor. Das Dorf liegt am linken Ufer der Litava (Leitha) an der Einmündung des Baches Vážanský potok. Westlich des Ortes mündet der Rakovec in die Litava. Gegen Süden erhebt sich der Rücken Dřínový kopec. Östlich von Vážany nad Litavou verläuft die Staatsstraße I/54 von Slavkov u Brna nach Kyjov. Nördlich des Dorfes überbrückt die Eisenbahnstrecke von Brno zum Wlarapass die Litava. Südöstlich befindet sich ein Sportflugplatz.
Nachbarorte sind Velešovice im Norden, Slavkov u Brna und Hodějice im Nordosten, Rašovice und Heršpice im Osten, Nížkovice im Südosten, Kobeřice u Brna und Milešovice im Süden, Otnice, Šaratice und Kavriánov im Südwesten, Hrušky im Westen sowie Křenovice im Nordwesten.

## Geschichte
Archäologische Funde, die überwiegend der Aunjetitzer Kultur zuzuordnen sind, belegen eine Besiedlung des Litavatales seit der Bronzezeit.
Besitzer des Dorfes waren im 13. Jahrhundert die Herren von Deblín. Die erste urkundliche Erwähnung von Vážany erfolgte im Jahre 1284 als Janáč von Deblíns Witwe das Patronat über die Bartholomäuskirche dem Olmützer Dominikanerkloster zur hl. Katharina stiftete. Im Jahre 1318 verkaufte Katharina, die Witwe von Tas von Lomnice, Vážany an das Herburgerkloster Marienzelle in Brünn. Nach der Aufhebung des Klosters Marienzelle im Jahre 1587 fiel das Dorf an die Böhmische Krone. Kaiser Rudolf II. überließ die Besitzungen des Herburgerklosters dem Jesuitenorden. Im Laufe der Zeit wurde der Ort als Waschan, Wazan und Dlouhé Važany bezeichnet. Das älteste Ortssiegel stammt aus dem Jahre 1619. Im Jahre 1645 wurde das Dorf von den Schweden niedergebrannt und der Deich des Fischteiches durchstochen. Nach dem Jesuitenverbot von 1773 fiel der Besitz des Brünner Jesuitenkollegs dem k.k. Studienfond zu. Im Jahre 1808 erwarb Franz Anton Linhart, der später in den erblichen Ritterstand erhoben wurde, die Güter. Nach dessen Tode im Jahre 1828 fiel das Erbe seinem Sohn Ferdinand von Linhart zu. Schulort war Šaratice; 1810 wurde in Vážany eine Expositur der Šaraticer Schule eingerichtet. Diese bezog 1830 ein eigenes Schulhaus. Ab 1839 war die Schule in Vážany von der in Šaratice unabhängig.
Nach der Ablösung der Patrimonialherrschaften bildete Dlouhé Važany ab 1850 eine Gemeinde in der Bezirkshauptmannschaft Wischau. Im Jahre 1873 erbten Ferdinand von Linharts Tochter Roza Karafiátová und Leopold von Linhart gemeinschaftlich die Güter. Der zweiklassige Schulbetrieb wurde 1885 aufgenommen. Zum Ende des 19. Jahrhunderts setzte sich der amtliche Ortsname Linhartské Vážany durch. Ab 1908 wurde die erste Klasse in einer Außenstelle unterrichtet. Nach dem Ende des Zweiten Weltkrieges wurde die Gemeinde Linhartské Vážany 1945 in Vážany nad Litavou, da der Name des deutschstämmigen Rittergeschlechts Linhart als Teil des Ortsnamens nicht mehr zeitgemäß erschien. Zwischen 1949 und 1959 war die Gemeinde dem Okres Slavkov zugeordnet und kam nach dessen Aufhebung zum Okres Vyškov zurück. Im Jahre 1979 wurde die Schule geschlossen. Vážany nad Litavou wurde 1980 nach Slavkov u Brna eingemeindet. 1990 löste sich das Dorf wieder los und bildete eine eigene Gemeinde. 1991 wurde der Unterricht in Vážany nad Litavou wieder aufgenommen. Im Jahre 2004 wurden die sterblichen Überreste zweier deutscher Soldaten exhumiert und auf dem Friedhof bestattet.

## Gemeindegliederung
Für die Gemeinde Vážany nad Litavou sind keine Ortsteile ausgewiesen.

## Wappen und Banner
Beschreibung: Das Wappen ist geteilt und oben in Blau und Rot gespalten. Vorn ein silberner Dolch, die Schneide zum Schildhaupt zeigend und hinten ein aus der Teilung wachsendes silbernes Einhorn. Unten in Silber ein blauer Wellenbalken.
Symbolik: Das Wappen von Vážany nad Litavou nimmt Bezug auf die früheren Besitzer des Ortes. Dargestellt werden das Einhorn der Herren von Deblín.  Das Banner besteht aus drei rot-weiß-blauen Streifen.

## Sehenswürdigkeiten
- Pfarrkirche des hl. Bartholomäus, der ursprünglich romanische Bau ist seit dem zweiten Drittel des 13. Jahrhunderts nachweisbar. Nach dem Brand von 1645 wurde die Kirche 1651 wieder hergerichtet. Im Jahre 1909 erfolgte die letzte größere Instandsetzung.
- Statue des hl. Johannes von Nepomuk, geschaffen 1739, vor dem Friedhof
- barocke Betsäule aus dem Jahre 1806, am Weg nach Kobeřice
- Gedenkstein für den 1937 im Dienst gefallenen Gendarmen Jaroslav Látal, am Weg nach Hrušky
- Nížkovicer Allee, östlich des Ortes entlang der Staatsstraße
- Gedenkstein für die Opfer beider Weltkriege

## Persönlichkeiten

### Söhne und Töchter der Gemeinde
- Jakub Pavelka (2865–2935), katholischer Theologe, bischöflicher und Konsistorialrat

### Ehrenbürger
- Antonín Láník (1921–2014), Komponist und Organist